# Conrad II le Bossu
Pour les articles homonymes, voir Conrad II et le Bossu (homonymie).
Conrad II le Bossu (en polonais Konrad II Garbaty), de la dynastie des Piasts, est né entre 1260 et 1265, et décédé le 11 octobre 1304. Il est le second fils de Conrad II de Głogów et de Salomé de Grande-Pologne, la fille de Ladislas Odonic. Il est le frère cadet d’Henri III de Głogów et le frère aîné de Przemko de Ścinawa. Il a été duc de Ścinawa (1278 - 1284) et de Żagań (1284 - 1304). 

## Jeunesse
Lorsque Conrad II de Głogów décède, il est encore trop jeune pour régner. En 1267, Conrad apparaît pour la première fois dans l’Histoire en participant à la canonisation de sa grand-mère sainte Hedwige de Silésie. Dix ans plus tard, on le retrouve à côté de son frère Henri III de Głogów, participant à l’expédition militaire contre Boleslas II le Chauve qui avait enlevé Henri IV le Juste et l’avait enfermé dans son château de Legnica. Elle se termine par une défaite le 24 avril 1277 contre l'armée du duché de Legnica, dirigée par Henri V le Gros, le fils de Boleslas II le Chauve.

## Duc de Ścinawa
En 1278, le territoire de son père est partagé entre ses trois fils. Conrad obtient le duché de Ścinawa. Il n’exerce pas le pouvoir et part en Italie (Bologne) pour étudier et se destiner à une carrière au sein de l’Église. Pendant son absence, c’est Henri IV le Juste qui assure la régence du duché de Ścinawa. Conrad revient au pays en 1280 mais Henri IV refuse de lui rendre son duché. Il ne le récupère qu’un an plus tard, à la suite de la pression exercée par l’évêque de Wrocław Thomas II Zaremba et en échange d’un serment de fidélité à Henri IV.

## Duc de Żagań
Sous la pression du duc de Wrocław Henri IV le Juste, qui préfère avoir des voisins qui lui sont totalement dévoués, il doit échanger son duché contre celui de son frère Przemko, allié d’Henri IV. Il devient donc le duc de Żagań en 1284. 
Conrad exerce différentes fonctions au sein de l’Église à Lubusz et à Wrocław. Sous diacre en 1284 et  doyen du chapitre de chanoines de Wroclaw en 1287. En 1292, il est même candidat pour devenir évêque de Wrocław mais sans succès.  
Au début, l’entente était parfaite avec son frère Henri III de Głogów. Ils sont parfaitement unis après le tragique décès de leur frère Przemko à la bataille de Siewierz le 26 février 1289 et l’annexion du duché de Ścinawa par Henri IV le Juste. Conrad soutient Henri III lorsque celui-ci négocie avec Przemysl II après la mort d’Henri IV. Il l’appuie encore dans sa guerre contre Henri V le Gros.
En 1296, les relations avec son frère se détériorent brusquement lorsque Conrad II préfère jouer sa carte personnelle pendant le conflit qui oppose Henri III à Bolko Ier le Sévère pour prendre le contrôle du duché de Wrocław.   
Le 5 mars 1299, Conrad reçoit une nouvelle chance de relancer sa carrière au sein de l’Église et Henri III se réjouit d’enfin recevoir le duché de Żagań. Conrad est élu  par le chapitre de chanoines local, sous l'influence de son neveu Henri II de Goritz, patriarche d'Aquilée. Sur le chemin de l’Italie, il apprend que le pape Boniface VIII s’oppose à sa nomination et il rentre à Żagań. Ce retour déplait à Henri III qui emprisonne son frère. À la suite de l’intervention de nombreux vassaux et hommes d’Église (cela a même été jusqu’à l’excommunication), Henri III doit libérer son frère et lui rendre son duché. Les relations entre les deux frères se réchauffent par la suite. 
Conrad II le Bossu décède le 11 octobre 1304. Il est inhumé au monastère des Cisterciens de Lubiąż. Après la mort de Conrad II, Henri III de Głogów annexe enfin le duché de Żagań.  